# Rätiska
Rätiska, retiska eller rhätiska är ett utdött tyrrenskt språk som talades av räter i den forntida regionen Rätien i östalperna under förromersk och romersk järnålder.
Språket är dokumenterat i ungefär 280 skrifter från mellan 400-talet och första århundradet före Kristus funna i norra Italien, södra Tyskland, östra Schweiz, Slovenien och västra Österrike. Skriftspråket använde två former av fornitalisk skrift och kan uppdelar i östrätiska för Magrè-regionen och västrätiska för Bolzano-Sanzeno-regionen.
Språket var besläktat med etruskiska. Det är inte besläktat med dagens regionala språk Rätoromanska.

## Rätiska alfabeten

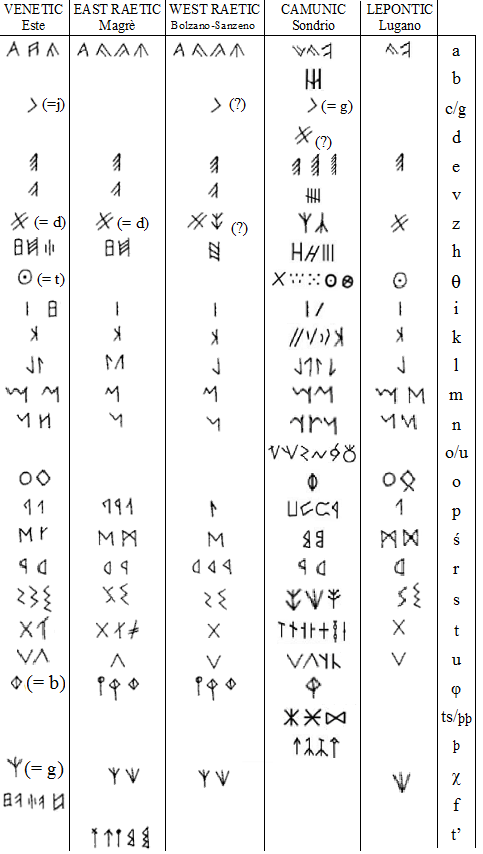
Fornitalisk skrift: venetiska (Este), östrätiska  (Magrè), västrätiska (Bolzano-Sanzeno), camuniska (Sondrio), Lepontiska (Lugano).
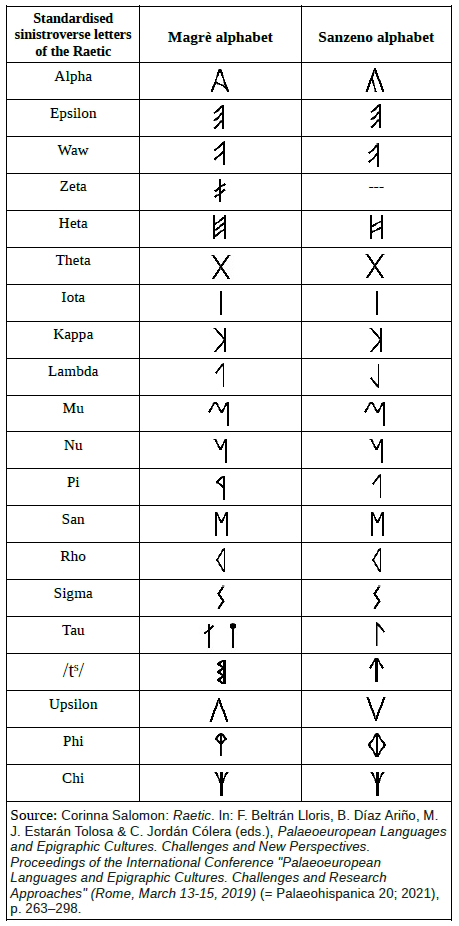
Standardiserade rätiska bokstäver för skrift vänster till höger: östrätiska  (Magrè), västrätiska (Bolzano-Sanzeno).